# شیشه‌مار

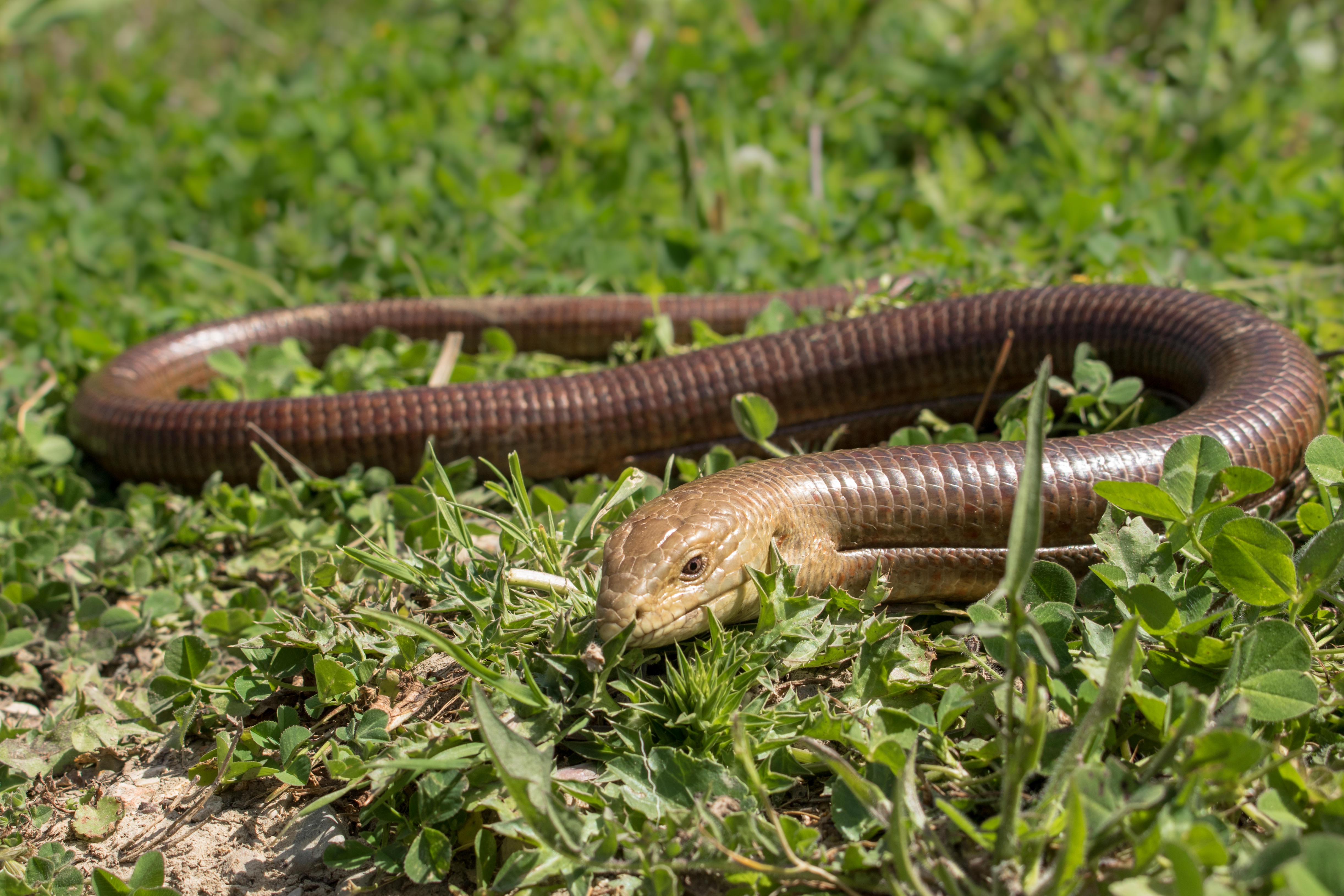
نگاره ای از یک شیشه مار

شیشه‌مار‎ (نام علمی: pseudopus apodus) خزنده‌ای است که در شرق و جنوب شرقی اروپا تا جنوب غربی آسیا و آسیای مرکزی یافت می‌شود. اندازه این مارمولک از نوک پوزه تا مخرج ۵۰۰ میلی‌متر و به احتساب دم ۵۸۴ میلی‌متر می‌باشد. مارمولک شیشه‌ای در نواحی مرطوب یا نسبتاً خشک، در دامنه‌ها و شیب‌های صخره‌ای، دیوارهای سنگلاخی، توده سنگ‌ها، دره‌ها، کناره رودخانه‌ها با پوشش گیاهی انبوه یا پراکنده جنگلی، بوته‌ای، علفزار، چمنزار، باغ‌ها و نیز حاشیه شالیزارها و مزارع زندگی می‌کند.
شیشه‌مار در کلیه مناطق گیلان، مازندران و گرگان دیده می‌شود. شیشه‌مار در زبان مازندرانی پتیلوس، پیتلوس، اشلک یا کَندِفیل، در زبان گیلکی کرلوف یا لوس مار، و در تالشی کورَ لِپ خوانده می‌شود.

## مشخصات
دارای چین عمیق پهلویی از سر تا ناحیه مخرج؛ آثاری از اندامهای حرکتی عقبی به شکل زیاده باریک در اطراف مخرج دیده می شود؛ سوراخ گوش مشخص.
رنگ آمیزی: سطح فوقانی بدن قهوه ای روشن یا تیره، گاهی مایل به قرمز، سبز زیتونی یا زرد نخودی؛ ‌قسمت سر اغلب روشن تر؛ سطح شکمی روشن تر؛ جوانها خاکستری زیتونی با نوارهای تیره.

## زیستگاه
نواحی مرطوب و یا نسبتا خشک، در دامنه‌ها و شیبهای صخره ای، دیوارهای سنگلاخی، توده سنگها، دره‌ها، کناره رودخانه‌ها با پوشش گیاهی انبوه یا پراکنده جنگلی، بوته ای، علفزار، چمنزار، باغها و نیز حاشیه شالیزارها و مزارع.

## عادات و رفتار
هنگام روز فعالیت می کنند؛ پناهگاه آنها زیر برگها، در حفره‌ها، زیر بوته‌ها،‌سنگها و شاخه‌هاست؛ از حشرات مخصوصاً ملخ‌ها، لارو حشرات، کرمهای خاکی، نرمتنان، مهره داران کوچک، تخم پرندگان و خزندگان تغذیه می کنند؛ زمستان خوابی معمولاً از مهر تا آذر شروع و در اسفند تا اردیبهشت پایان می یابد؛ جفتگیری پس از اتمام زمستان خوابی، و تخمگذاری در اوایل تابستان، بین 6 تا 12 تخم سفید، کشیده با پوسته نرم در زیر سنگها، خزه‌ها یا برگها می گذارند که پس از یک ماه تا 2 ماه باز می شوند؛ در طول این مدت و تا وقتی که نوزادها بتوانند شکار کنند تحت مراقبت ماده‌ها هستند؛ جوانها در 2 تا 3 سالگی بالغ می شوند؛ عمر آنها در اسارت ات 55 سال گزارش شده است.